# محمد أ. محمد
محمد أ. محمد هو سياسي نيجيري، ولد في 27 ديسمبر 1939. نشط حزبياً في All Nigeria Peoples Party ‏. وقد انتخب عضو مجلس الشيوخ في نيجيريا ‏.